# Quilmes
Quilmes – miasto w Argentynie w prowincji Buenos Aires, wchodzące w skład zespołu miejskiego Wielkiego Buenos Aires.
Miasto liczy około 520 tysięcy mieszkańców.